# باشگاه فوتبال استابک
باشگاه فوتبال استابک (انگلیسی: Stabæk Fotball) یک باشگاه فوتبال حرفه ای نروژی است که در باروم، حومه اسلو واقع شده‌است. این باشگاه بخشی از سازمان چند ورزشی استابک آی اف است. این باشگاه در سال ۱۹۱۲ تأسیس شد. این باشگاه در حال حاضر در الیتسرین، سطح برتر فوتبال در نروژ، رقابت می‌کند. ورزشگاه خانگی آنها پس از سه سال اقامت در تلنور آرنا، ورزشگاه نادرود است. رئیس فعلی آنها اسپن مو است. لارس بوهینن از ۱۸ اوت ۲۰۲۲ سرمربی فعلی این باشگاه است.